# Гола йога

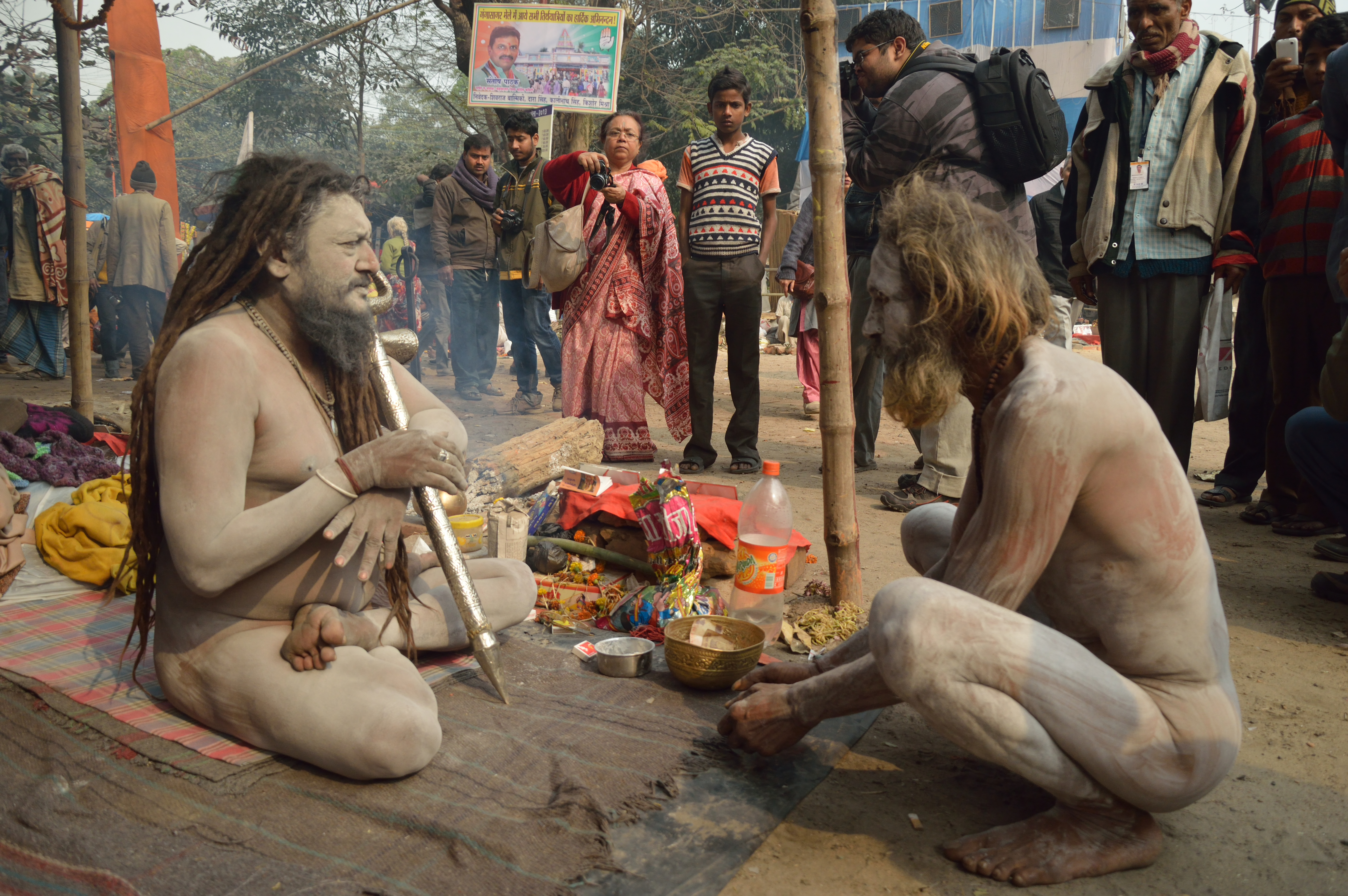
голі йоги

Гола йога — різновид оздоровчої йоги, в якій всі вправи і пози (асани) виконуються як індивідуально, так і групами, але завжди без одягу.

## Історія
Вперше з'явилася в Каліфорнії наприкінці 1960-х років, про це свідчать фільми, зняті на цю тему.
Найбільшого поширення гола йога отримала у Сан-Франциско. Поширені відео «голої йоги» також на YouTube, вони не блокуються.

## У фільмах
- «Боб і Керол, Тед та Еліс » (1969)[4]
- «The Harrad Experiment» (1973)[5]
- «Naked Yoga» (1974)[6]